# Вја Милано (Комо)
Вја Милано је насеље у Италији у округу Комо, региону Ломбардија.
Према процени из 2011. у насељу је живело 23 становника. Насеље се налази на надморској висини од 264 м.